# Lacanobia subcontigua
Lacanobia subcontigua là một loài bướm đêm trong họ Noctuidae.